# Shimadzu
 (novembre 2016).
Shimadzu  est l’un des leaders dans l’instrumentation analytique. Ce groupe japonais, fondé en 1875 à Kyoto par Genzo Shimadzu Sr., est spécialisé dans l’instrumentation analytique et physique, le diagnostic médical et l’aéronautique. Les différentes gammes d'instruments commercialisées répondent aux besoins de différentes industries : Chimie, pétrochimie, biocarburant, énergie ; clinique, pharmaceutique ; agroalimentaire, agriculture ; environnement ; transports. 
Deux récompenses majeures ont marqué l'histoire de ce groupe, la première en 1930 ; année durant laquelle Genzo Shimadzu Jr., fils du fondateur de Shimadzu, est reconnu par l'Empereur du Japon comme faisant partie des dix plus grands inventeurs du pays. La seconde en 2002 ; Koichi Tanaka, à l'époque directeur adjoint du Centre de recherche en sciences de la vie de Shimadzu Corporation, reçoit le Prix Nobel de chimie. 

## Historique

### Origine
Genzo Shimadzu Sr., fondateur de Shimadzu, est né dans la famille d'un artisan d'autels bouddhistes. Il quitte la maison à 21 ans et lance sa première entreprise. Huit ans plus tard, un important événement historique se produit et représente alors un tournant pour le Japon et Kyoto. Il s'agit de la restauration Meiji, un événement impliquant la délocalisation de la capitale du Japon de Kyoto à Tokyo. En conséquence, de nombreux aristocrates et représentants du gouvernement quittent Kyoto, ville qui avait prospéré pendant mille ans comme capitale de la nation. Au cours de cette période, la population diminue d'environ 100 000 personnes. Le seul avantage réel en faveur de Genzo est alors son emplacement géographique : le district de Kiyamachi-Nijo (en), où Genzo a lancé son entreprise, est situé près de nombreuses institutions industrielles. Ces dernières avaient été établies pour stimuler le rétablissement de Kyoto en introduisant les dernières technologies de l'Ouest. En 1875, Shimadzu Corporation est créé à Kyoto durant la période de modernisation du Japon.
Les appareils à rayons X, la caméra de spectre, le microscope électronique et le chromatographe en phase gazeuse ont été développés et commercialisés par Shimadzu avant les autres sociétés japonaises. 
En 1968, Shimadzu Europe a commencé ses activités à Düsseldorf (Allemagne) avec cinq employés, aujourd'hui 600 personnes y travaillent. La division américaine de la société, Shimadzu Instruments scientifiques, a été fondée en 1975.
Le temple commémoratif de la Fondation Shimadzu a été créé en 1975 pour coïncider avec l'anniversaire des 100 ans de Shimadzu. Il se trouve à Kyoto dans le quartier Kiyamachi, endroit où Shimadzu Corporation a été fondée, qui est également le berceau de la science japonaise moderne. Ce mémorial rend hommage à Genzo Shimadzu Sr. et revient sur les différentes découvertes et innovations de Shimadzu depuis sa création.

### Histoire
En 1875, juste après la restauration de Meiji, Genzo Shimadzu Sr., fils d'un artisan d'autels bouddhistes, commence à fabriquer des instruments pour la physique et la chimie à Kiyamachi, (en) Kyoto. Le district de Kiyamachi-Nijo est, à l’époque, au centre du développement des affaires et de la science à Kyoto. Genzo Shimadzu commence ses affaires avec la conviction que le Japon, pays avec peu de ressources naturelles, doit travailler pour devenir un leader dans la science. L’ambition de Genzo est de contribuer à l’amélioration de la société en diffusant des connaissances scientifiques.[réf. nécessaire]
La réputation de Genzo s’établit après qu’il a reçu un prix durant la première Exposition industrielle nationale, tenue en 1877. À cette époque, il est également responsable du lancement du premier vol réussi à ballon dirigeable au Japon, au palais impérial de Sento à Kyoto. Quatre ans plus tard, il reçoit un prix lors de la 2e Exposition Industrielle Nationale. En 1882 (Meiji 15), son activité s'élargit avec la publication d'un catalogue d'instruments pour la physique et la chimie ("Science Equipment Catalog List") qui totalise 110 instruments de physique. En 1886 (Meiji 19), il crée un magazine scientifique et technologique, le Physics and Chemistry Industrial Arts Journal.
Quand Genzo Shimadzu père décède soudainement en 1894 (Meiji 27), il est remplacé par son fils aîné, Umejiro, qui a pris le nom Genzo Shimadzu Jr.[réf. nécessaire]
Les talents de Genzo Junior pour la Science apparaissaient déjà comme évidents à l’âge de 15 ans, quand il créa un générateur électrostatique à induction pour démontrer la génération d'électricité. Très vite, il est reconnu comme un inventeur sans précédent et, surnommé l’«Edison du Japon». C’est lui qui est en grande partie à l’origine du développement international de Shimadzu.[réf. nécessaire]
En 1896, un an après que le Dr Röntgen a découvert le rayon X, Genzo Jr. réussit à prendre des radiographies au stade initial du développement des rayons X japonais. Par la suite, il continue à développer cette technique et, en 1909 il crée le premier rayon X médical du Japon. Depuis lors, Shimadzu demeure un pionnier dans le domaine des appareils de rayons X médicaux. En 1927 (Showa 2), Genzo créé le Centre de formation en technologie des rayons X de Shimadzu dans l'ancienne installation de Kiyamachi-Nijo (en) (actuellement le Temple commémoratif de la Fondation Shimadzu) dans le but d'encourager les technologues en radiologie. Maintenant connu sous le nom de Kyoto College of Medical Science (en), le centre continue à former les technologues de demain.[réf. nécessaire]
C'est au cours de cette période que Genzo développe une activité de batteries de stockage, qui représentera par la suite une part importante de l'histoire de Shimadzu. Son invention révolutionnaire, un procédé de fabrication de poudre de plomb réactif, permet la production domestique de batteries de stockage. Il est également récompensé comme l'un des dix plus grands inventeurs du Japon. La marque GS, inspirée des initiales de Genzo Shimadzu, continue aujourd’hui de croître dans le domaine des accumulateurs.[réf. nécessaire]
En 1917, l'entreprise de batterie de stockage devient le Japan Storage Battery Co., Ltd. Plus tard cette année, Shimadzu Corporation est officiellement créé, pour permettre l'expansion de l'entreprise. La construction des Sanjo Works commence simultanément. La variété des gammes de produits développées et fabriquées à Sanjo Works entraîne une croissance énorme pour Shimadzu. En 1933, Shimadzu commence à fabriquer le premier dispositif industriel de rayons X (le WELTES), qui ouvre la voie à des essais non destructifs au Japon. L'année suivante, Shimadzu développe le premier spectrographe japonais, avançant ainsi dans le domaine des instruments analytiques.  
La technologie Shimadzu se développe énormément pendant la période de forte croissance économique qui suit la Seconde Guerre mondiale. Avec l'avènement de la Japan Air Self-Defense en 1954 (Showa 29), des plans sont réalisés pour construire le premier jet domestique. Shimadzu prend en charge la fabrication du système de climatisation du poste de pilotage et d'autres composants clés de la structure du jet. Plus tard, une division des équipements aéronautiques sera inaugurée et un système de production à grande échelle sera mis en place. En 1956 (Showa 31), le premier chromatographe gazeux japonais est enfin commercialisé par Shimadzu. En 1960 (Showa 35), Shimadzu développe un quantomètre à vide, un dispositif qui sert de stimulus majeur à l'industrie sidérurgique. L'année suivante, Shimadzu créé un système de fluoroscopie à rayons X à télécommande. Il sera livré au Centre médical d'Osaka pour le cancer et les maladies cardiovasculaires, marquant une nouvelle ère dans le diagnostic de rayons X.[réf. nécessaire]
En 1951 (Showa 26), Shimadzu Corporation établit un département de commerce international, et commence à augmenter le nombre d'exportations vers les États-Unis et les autres marchés mondiaux. Puis en 1963, la première succursale d'outre-mer d'après-guerre s’établit à New York City. Par la suite, des points de vente s’ouvrent en succession rapide à San Francisco, en Allemagne et dans d'autres endroits, établissant ainsi la base du réseau mondial d'aujourd'hui.[réf. nécessaire]
Dans les années 1970, Shimadzu augmente ses liens avec la Chine et les pays du Moyen-Orient. Les exportations vers Singapour, Moscou et d'autres marchés suivent, le taux d'exportation de Shimadzu atteint les 25% en 1984 (Showa 59).[réf. nécessaire]
En 2001, des ingénieurs des sciences de la vie travaillant dans divers secteurs de l'entreprise sont rassemblés au Centre de recherche des sciences de la vie nouvellement créé. L'objectif est d'étendre l'activité aux domaines de la bio-recherche. Des efforts supplémentaires sont déployés dans les domaines de l'environnement et des semi-conducteurs afin d'étendre l'activité sur la base d'une nouvelle vision pour le XXIe siècle. L'année suivante, Koichi Tanaka, à l'époque directeur adjoint du Centre de recherche en sciences de la vie de Shimadzu Corporation, reçoit le Prix Nobel de chimie. [réf. nécessaire]

### Développement international
- 1915 : Création de la fabrique d’instruments de mesure d’optique
- 1963 : Shimadzu implante ses premières succursales à New-York, San Francisco, en Allemagne et dans d’autres pays

- 1963 : Création du Tokyo Research Center[8]
- 1968 : Création du siège Europe de Shimadzu en Allemagne
- 1975 : Création du Shimadzu Scientific Instruments aux États-Unis
- 1975 : Début de la commercialisation des instruments Shimadzu en France
- 1979 : Création du Shimadzu Precision Instruments aux États-Unis
- 1987 : Ouverture du centre de production d’instruments analytiques en Allemagne
- 1989 : Acquisition du groupe Kratos Plc[9]. en Grande-Bretagne
- 1989 : Création du Shimadzu (Asie pacifique) à Singapour
- 1991 : Création du Keihanna Research Laboratory
- 1991 : Création du Hadano Works
- 1992 : Création du Beijing Shimadzu Medical Equipement en Chine
- 1992 : Création du Tianjin Shimadzu Hydraulic Equipment en Chine
- 1996 : Création d’une usine de production aux Philippines
- 1997 : Création de Shimane Shimadzu Corporation
- 1997 : Création de Shimadzu Vietnam spécialisé dans le Médical et les Nouvelles Technologies
- 1997 : Création d’une filiale Shimadzu à Hong Kong
- 1998 : Création d’une usine de production à Suzhou en Chine
- 2002 : Création de Shimadzu France
- 2005 : Création du Shimadzu Device Corporation et de Shimadzu A-tech Manufacturing Corporation
- 2006 : Création de 3 filiales en Europe dont Shimadzu Grande-Bretagne
- 2007 : Création du Shimadzu Middle East & Africa FZE à Dubai
- 2008 : Rachat du Mitsubishi Heavy Industries
- 2011 : Création du Shimadzu South Africa (Pty) en Afrique
- 2013 : Création de Shimadzu Latin America en Uruguay
- 2013 : Création de Shimadzu Scientific Instruments à Taiwan
- 2014 : Création de Shimadzu Malaysia
- 2015 : Achèvement de la nouvelle usine pour le secteur de l'équipement de l'aviation commerciale en Californie, États-Unis
- 2015 : Création du SSI Innovation Center[10] aux États-Unis
- 2015 : Création de Shimadzu China Mass Spectrometry Center[11] en Chine

### Aujourd'hui
Shimadzu s'est largement développé au niveau international et est présente dans plus de 100 pays et dispose de 73 filiales, rassemblant plus de 11 000 employés.
Le siège européen Shimadzu Europe est aujourd'hui situé à Duisbourg (Allemagne). Il gère une présence dans 34 pays européens avec 13 distributeurs et 9 filiales en : Allemagne, Autriche, BeNeLux, Bosnie, Croatie, France, Grande Bretagne, Italie, Suisse.[pertinence contestée]
Actuellement[Quand ?], Shimadzu se développe sur quatre secteurs d'activité principaux : les instruments analytiques et de mesure, qui sont essentiels pour la R&D et le contrôle qualité dans une grande variété de domaines ; le matériel médical, qui contribue à la détection précoce et au traitement précoce des maladies ; l'équipement aéronautique ; et l'équipement industriel.[réf. nécessaire]
En 2016, Shimadzu fête ses 60 ans de chromatographie gazeuse et de spectroscopie à cette occasion plusieurs événements sont planifiés.

Locaux Shimadzu
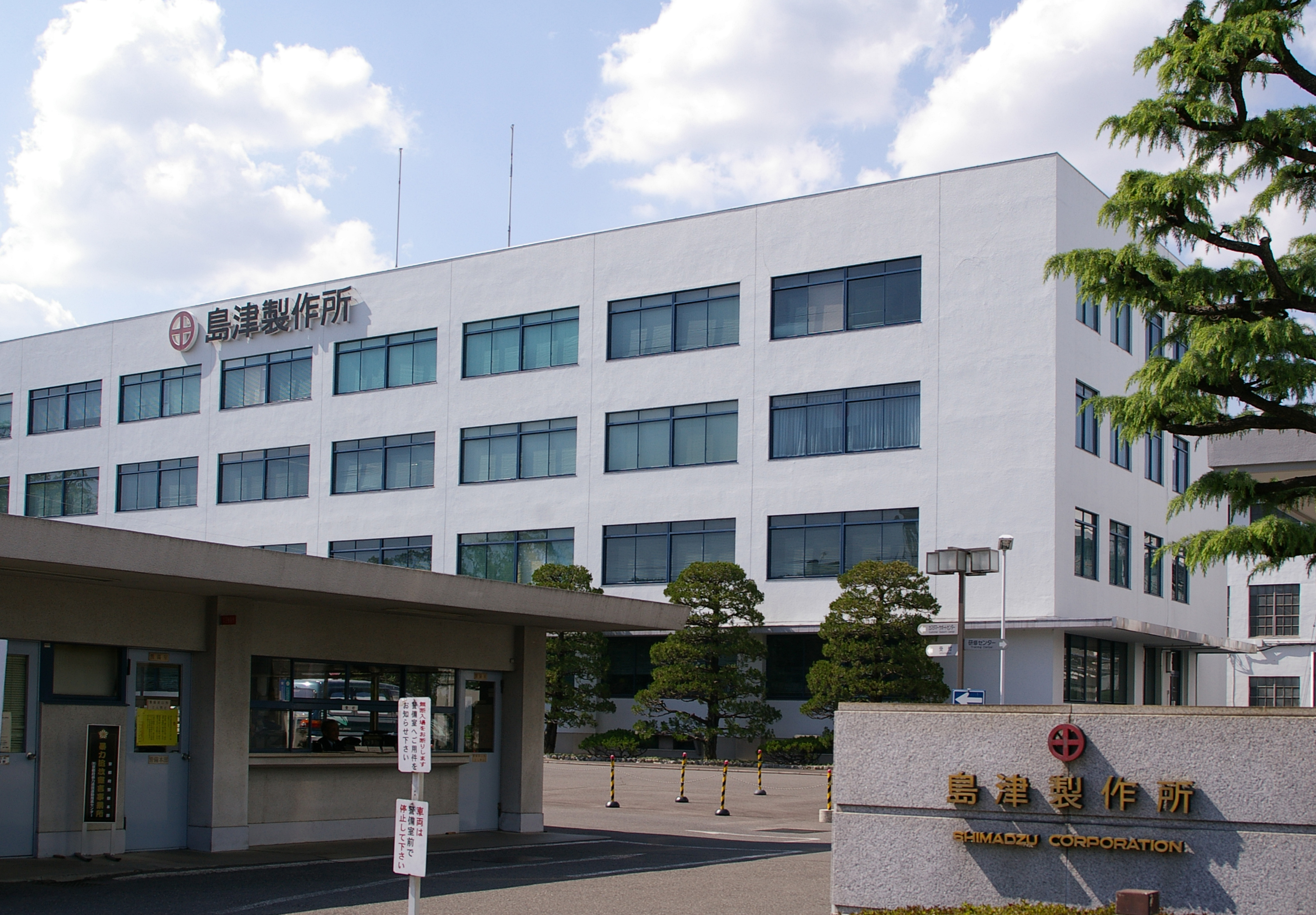
Siège, Shimadzu Corp. Japon

## L'identité Shimadzu

### Emblème de Shimadzu

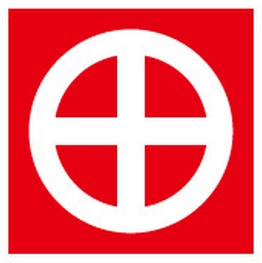
Emblème Shimadzu

L'emblème de l'entreprise, le cercle avec une croix à l’intérieur, vient de Genzo Shimadzu, le fondateur de Shimadzu Corporation, qui a décidé de l'utiliser comme marque de commerce en 1912. Plus tard, l'emblème a été scientifiquement redéfini pour devenir ce qu’il est aujourd’hui. Le bord circulaire plein a une largeur de 1/8 du diamètre extérieur du cercle alors que les barres transversales sont 10% plus épaisses. Cette conception est basée sur des données scientifiques utilisées pour optimiser la beauté de l'uniformité. Les rapports dimensionnels utilisés corrigent l'illusion de la différence de largeur et menant à une perception agréable de l'équilibre. 
À la fin du XVIe siècle, lorsque Yoshihiro Shimadzu, le seigneur de la province de Satsuma, traversa Banshu Himeji pour visiter la terre qui lui avait été nouvellement donnée par Hideyoshi Toyotomi, l'un des trois guerriers qui ont réuni le Japon. Sohbei Inoue, ancêtre de Genzo Shimadzu avait reçu comme rôle d’assister le seigneur. En reconnaissance des services de Sohbei Inoue, il est rapporté que Lord Yoshihiro Shimadzu lui a permis d'utiliser le nom de Shimadzu et l'emblème de la famille, "le cercle croisé".[réf. nécessaire]

### Devise de Shimadzu
La nouvelle devise du groupe est « Excellence in Science » elle remplace " Solutions for Science since 1875 ". Ce nouveau slogan de la marque est inspiré par Genzo Shimadzu Jr. qui a été récompensé comme l'un des dix plus grands inventeurs japonais qui n’ait jamais existé et, Koichi Tanaka, lauréat du Prix Nobel de chimie en 2002.[réf. nécessaire]

## Instruments Shimadzu

### Gammes de produits
Shimadzu  commercialise 8 grandes gammes d'instruments pour l'analyse chimique : 
- Chromatographie gazeuse (GC)
- Chromatographie liquide (LC, HPLC, UHPLC)
- Chromatographie gazeuse - Spectrométrie de masse (GCMS)
- Chromatographie liquide - Spectrométrie de masse (LCMS)
- Spectroscopie moléculaire (UV/Vis, FTIR, spectrofluorimétrie)
- Analyse élémentaire (ICPMS, ICPOES, absorption atomique, fluorescence X)
- Sciences de la vie (MALDI-TOF, Electrophorèse sur micro-puces...)
- Analyse du carbone organique - Azote total (TOC)
- Logiciels

Et 7 grandes gammes pour les tests d'essais : 
- Machines d'essais statiques
- Machines d'essais dynamiques
- Machines d'essais de dureté
- Granulomètres
- Caméras ultra-rapides
- Rhéomètres capillaires
- Rhéomètres de couples pour matières plastiques
- Logiciels

### Innovations
En 1896, Genzo Jr. prend des radiographies au stade initial du développement des rayons X japonais.[réf. nécessaire]
En 1897, Genzo Shimadzu Jr. met au point un procédé révolutionnaire de fabrication de poudre de plomb réactif, permet la fabrication des premières batteries de stockage.[réf. nécessaire]
Au cours de l'année 1934, Shimadzu développe au Japon le premier spectrographe. Vingt-deux ans plus tard, en 1956, Shimadzu développe au Japon le premier chromatographe gazeux.[réf. nécessaire]
Shimadzu développe, en 1960, un quantomètre à vide, un dispositif qui a servi de stimulus majeur pour l'industrie sidérurgique.[réf. nécessaire]
En 1999, Shimadzu développe le plus rapide séquenceur d'ADN au monde.
L’entreprise développe en 2005 une vidéo caméra ultra-rapide : l’HyperVision HPV-1, capable d’enregistrer 1 million de FPS. En 2014 une nouvelle version, l’HyperVision-HPV-X voit le jour, elle peut enregistrer jusqu’à  10 millions d’images par seconde. En 2015, le nouveau Hyper Vision HPV-X2-High-Speed Video Camera, offre en plus une photosensibilité six fois supérieure au modèle précédent.
Shimadzu a également créé le Labnirs, un appareil nouvelle génération qui permet d’observer les fonctions du cerveau, de les imager et de les analyser. Un fonctionnement intuitif, il est rapide et propose de multiples canaux d’observation. La version portable, le Lightnirs a été développé par la suite, avec une taille réduite, et un design sac à dos qui le rend unique en son genre. Il permet d’analyser le comportement du cerveau en temps réel dans la vie quotidienne du sujet.[réf. nécessaire]
En 2016, Shimadzu présente le CLAM-2000, un nouvel instrument unique au monde. C'est le premier appareil à entièrement automatiser le prétraitement du sang et autres échantillons biologiques avant l'analyse LC-MS/MS.[réf. nécessaire]

### Prix reçus
Durant l'année 1877, Genzo Shimadzu Sr. reçoit un prix durant la première Exposition Industrielle Nationale, cela lui permet de se faire un nom au sein de la communauté scientifique du Japon. Quatre ans plus tard, pour la deuxième édition de l'Exposition Industrielle Nationale une autre récompense lui est décernée[réf. nécessaire]
En 1930, Genzo Shimadzu Jr. est reconnu par l'Empereur comme l'un des 10 plus grands inventeurs du Japon et est invité à un banquet au Palais.[réf. nécessaire]
En 2002, Koichi Tanaka obtient le Prix Nobel de chimie pour le développement d’une méthode d’analyse biologique de la macromolécule par la spectrométrie de masse.
Le Nexera UC a été récompensé par le « Pittcon Editor’s Gold Award (en) » comme le produit le plus innovant et a bénéficié d’une nomination au « Scientists Choice Awards » pour le meilleur nouvel appareil de séparation de 2015. Le RF-6000 a également été nommé la même année dans la catégorie meilleur nouveau produit de spectroscopie. 